# Gnophos senicaria
Gnophos senicaria är en fjärilsart som beskrevs av George Francis Hampson 1907. Gnophos senicaria ingår i släktet Gnophos och familjen mätare. Inga underarter finns listade i Catalogue of Life.